# Massacri di Jelgava
I massacri di Jelgava indicano le uccisioni di massa della popolazione ebraica nella città di Jelgava, in Lettonia, avvenute nella seconda metà di luglio o all'inizio dell'agosto del 1941. Gli omicidi furono compiuti dalle unità di polizia tedesche al comando di Alfred Becu, con il significativo contributo della Polizia ausiliaria lettone organizzata da Mārtiņš Vagulāns.

## Contesto storico
Jelgava è una città della Lettonia, a circa 50 chilometri a sud di Riga. Fu la capitale del Ducato di Curlandia e Semigallia fino a quando fu conquistato dall'Impero russo nel 1795. È la città principale della regione lettone di Semigallia, una delle quattro principali regioni del paese. Il nome tedesco di Jelgava è Mitau. Gli ebrei iniziarono a stabilirsi a Jelgava all'inizio del XVI secolo, periodo che segnò l'inizio della presenza ebraica in Lettonia.

### L'occupazione tedesca
Il 22 giugno 1941 le forze armate tedesche attaccarono l'URSS, compresi quindi gli stati baltici che erano stati recentemente incorporati nell'Unione Sovietica. I tedeschi avanzarono rapidamente attraverso la Lituania, entrarono in Lettonia e occuparono Jelgava il 29 giugno 1941.

## L'Olocausto a Jelgava
Il regime di occupazione nazista progettò di uccidere quante più persone "indesiderabili" possibili subito dopo l'invasione. Gli "indesiderabili" negli Stati baltici includevano comunisti, zingari, i malati di mente e soprattutto gli ebrei. Gli omicidi dovevano essere eseguiti dalle quattro unità Einsatzgruppen. Per gli stati baltici l'unità responsabile era l'Einsatzgruppe A, inizialmente al comando di Franz Walter Stahlecker. L'organizzazione nazista che forniva la maggior parte del personale per le Einsatzgruppen era il Sicherheitsdienst, il servizio segreto nazista generalmente indicato con la sigla SD.
Jelgava si trova sulla strada tra Šiauliai e Riga, la principale città e capitale della Lettonia. Quando l'Einsatzgruppe A entrò in Lettonia, il suo comandante Stahlecker si fermò a Jelgava poco dopo la sua cattura per organizzare un'unità di lettoni per svolgere le funzioni dell'SD tedesco e dell'Einsatzgruppen.
Parte del piano nazista incluse l'uso della propaganda, compresi i giornali, per associare gli ebrei ai comunisti e all'NKVD, organismo odiato in Lettonia a causa dell'occupazione sovietica. A Jelgava il 30 giugno 1941, Nacionālā Zamgale divenne il primo giornale pubblicato in Lettonia sotto il controllo nazista. Stahlecker, forse previo accordo, scelse l'agronomo e giornalista lettone Mārtiņš Vagulāns sia come editore di Nacionālā Zamgale che come comandante dell'unità lettone SD di Jelgava, che in seguito divenne nota come il Commando Vagulāns.
Realizzando i desideri tedeschi, l'articolo principale nel primo numero di Nacionālā Zamgale elogiò Adolf Hitler e le forze armate tedesche, mentre incolpò dei crimini durante l'occupazione sovietica della Lettonia rimarcando la collaborazione ebraica con i comunisti. Altri articoli antisemiti simili apparvero in ogni numero di Nacionālā Zamgale: ad esempio, il titolo del numero del 3 luglio 1941 fu "Libero dai saccheggiatori e assassini bolscevichi ebrei". Il modo e lo stile delle condanne furono diversi dall'anticomunismo lettone prebellico e indicarono il controllo diretto dei tedeschi sul processo editoriale.

### Istituzione della SD tedesca
Mentre le linee del fronte si spostavano verso est, le Einsatzgruppen, che seguivano da vicino i combattimenti, attraversarono la Lettonia in poche settimane. Le autorità tedesche istituirono alcuni uffici SD "residenti" nelle principali città della Lettonia, tra cui a Jelgava. Gli altri uffici furono istituiti a Daugavpils, Liepāja e Valmiera, con sede principale a Riga. Sotto l'ufficio di Jelgava, furono istituiti degli uffici secondari nelle città più piccole nelle vicinanze, tra cui Ilūkste, Jēkabpils, Bauska e Tukums. Il funzionario nazista a capo dell'ufficio dell'SD di Jelgava fu Egon Haensell.

### Il Commando Vagulāns
Vagulāns fu membro di Pērkonkrusts, l'organizzazione nazifascista lettone degli anni '30. Affermò di aver semplicemente incontrato Stahlecker sull'autostrada per Riga, ma il professor Ezergailis ha messo in dubbio questa affermazione notando che non si poteva escludere la possibilità che Vagulāns fosse stato un agente SD prebellico in Lettonia. I tedeschi rimasero in secondo piano a Jelgava mentre fu Vagulāns ad organizzare le uccisioni.

### L'incendio della sinagoga
Due o tre giorni dopo che i tedeschi catturarono la città, la principale sinagoga di Jelgava fu data alle fiamme, apparentemente dai tedeschi, usando bombe a mano e benzina; mentre bruciava, l'edificio fu circondato dalle guardie che indossavano gli elmetti tedeschi. Il giorno dopo in città si disse che il rabbino si rifiutò di lasciare la sinagoga, e forse anche altri ebrei furono bruciati nella sinagoga o brutalizzati fuori. Alcuni spettatori lettoni dell'incendio espressero simpatia per gli ebrei che furono costretti a marciare per poi assistere all'incendio.

## Gli autori degli omicidi
Max Kaufmann, un sopravvissuto del ghetto di Riga, afferma che ci furono numerosi omicidi a Jelgava. Secondo Kaufmann, questi inclusero il dottor Lewitas, ucciso a colpi di arma da fuoco nel cimitero, l'educatore Bowshower, giustiziato con suo figlio al mercato, le famiglie Disencik e Hirschmann, costrette a scavare le proprie fosse. Kaufmann afferma che, secondo le sue fonti, i partecipanti a questi omicidi, oltre all'incendio della sinagoga, inclusero Hollstein e il colonnello Schulz, entrambi tedeschi baltici che erano rientrati in Lettonia dalla Germania. Tra i perpetratori lettoni locali, sempre secondo Kaufmann, ci furono Veilands, Pētersiliņš, Kauliņš, Leimanis e il Dr. Sproģis.

## Identificazione e isolamento degli ebrei
Dal suo ufficio di Jelgava, Vagulāns sfruttò Nationālā Zamgale per promulgare i suoi decreti. Il 30 giugno, tra l'altro, ordinò a tutti i veterani della polizia e dell'Aizsargi di presentarsi all'ufficio della Polizia di sicurezza. Proibì anche agli ebrei di possedere, gestire o lavorare in qualsiasi negozio di alimentari. Il 1º luglio 1941 ordinò a tutti i gestori di condominio di registrare gli occupanti dell'edificio presso la Polizia di sicurezza. Questo fu l'inizio dell'identificazione degli ebrei per l'omicidio di massa, anche se è improbabile che ciò sia stato realizzato all'epoca: a quel tempo, gli ebrei più anziani di Jelgava potevano essere facilmente identificati dal loro abbigliamento conservatore, mentre gli ebrei più giovani erano indistinguibili dai lettoni e parlavano la lingua lettone senza accento.
Vagulāns decretò che a partire dal 3 luglio 1941 sarebbe stato illegale vendere qualsiasi cosa agli ebrei, che il lavoro di tutti gli ebrei fosse terminato e coloro che vivevano in aree designate della città avrebbero dovuto lasciare le loro residenze entro le 18:00 del 5 luglio 1941. Non è chiaro dove siano andati, alcune fonti dicono che furono alloggiati in magazzini e vecchie fabbriche vicino al mercato del pesce, altri dicono che furono alloggiati vicino alla stazione ferroviaria. Sembra che in base alle ridotte dimensioni della guardia autorizzata, al 14 luglio gli ebrei fossero ospitati in un unico grande edificio. Le loro case furono saccheggiate dalla polizia ausiliaria, o almeno da persone che indossavano i bracciali con i colori della Lettonia (rosso-bianco-rosso) e che finsero di far parte della polizia ausiliaria. Gli ebrei non poterono entrare nei teatri, nei cinema, nei parchi, nei musei e in tutti gli altri stabilimenti o eventi. Non dovevano ascoltare la radio e tutti gli apparecchi radio dovettero essere consegnati al quartier generale dell'SD. Contemporaneamente alla pubblicazione di questi decreti, il giornale Nationālā Zamgale fu utilizzato dal Commando Vagulāns per pubblicare materiale antisemita che, secondo il professor Ezergailis, era altrettanto cattivo o peggiore del famigerato giornale tedesco dell'odio Der Stürmer.

## Massacro
La data esatta del massacro degli ebrei di Jelgava non può essere determinata con precisione: si verificò nel fine settimana del 25-26 luglio o del 2-3 agosto, con prove a sostegno per entrambe le date. A sostegno della data del 2-3 agosto ci fu una direttiva di Vagulāns pubblicata il 1 agosto 1941:
Gli aspetti del massacro di Jelgava rimangono ancora oscuri. Rimane sconosciuto se ci sia stata una sparatoria continua nel corso di un fine settimana o più sparatorie minori. Il numero preciso delle vittime non è noto; sono state calcolate stime di 1.500, 1550 e 2.000 persone. L'uomo dell'SD tedesco che ha condotto le sparatorie fu Alfred Becu, al suo processo nel 1968 in Germania affermò di eseguire gli ordini dell'SD lettone Vagulāns. Becu riconobbe anche che gli era stato ordinato da Rudolf Batz di portare un distaccamento dell'Einsatzkommando a Jelgava per uccidere gli ebrei. Testimoniò anche di essere rimasto a Jelgava solo da pochi giorni, di essere poi partito e di essere da allora in stato di shock.
Il luogo dell'omicidio sembra essere stato un ex poligono di tiro dell'esercito lettone situato a circa 2 chilometri a sud di Jelgava, vicino all'autostrada che porta a Šiauliai in Lituania.
Secondo il testimone Wilhelm Adelt, che comandò la guardia perimetrale in una sparatoria di tre giorni, uomini, donne e bambini furono portati al poligono di tiro, dove ogni giorno furono costretti a scavare una fossa lunga dai 20 ai 50 metri e di 2 metri di profondità; furono costretti poi a togliersi i vestiti e a consegnare gli oggetti di valore che portarono con loro; le vittime furono quindi condotte ai box dai poliziotti ausiliari che imbracciavano fucili e indossavano i bracciali lettoni.
Furono uccisi da 8 a 10 ebrei alla volta. I tiratori erano uomini delle SD, che usavano fucili a ripetizione. Alcuni tiratori si alzarono e altri si inginocchiarono. Il numero preciso degli assassini non è noto. Becu, che diede anche l'ordine di sparare, si incamminò tra le vittime e sparò con la sua pistola a quelle ancora in vita. Vennero portate altre vittime, fucilate e spinte nella fossa; quando la fossa fu piena, i lettoni la ricoprirono con la sabbia. Ogni giorno dell'uccisione, le vittime sarebbero state prima costrette a scavare una nuova fossa e la sequenza ripetuta.
Secondo Adelt, Becu disse che "gli ebrei dovevano essere uccisi perché non si adattavano al regime nazista, e che gli ebrei in generale sarebbero stati sradicati."
Il metodo descritto da Adelt era simile ai molti omicidi commesso dagli Einsatzkommando 2 nella foresta di Biķernieki. Adelt testimoniò che furono uccise circa 500-600 persone nel massacro. Il professor Ezergailis afferma che se questo fosse il maggiore singolo massacro, il totale doveva essere tre volte più alto.

## Numero di sopravvissuti
Sembra che non ci siano resoconti di sopravvissuti delle sparatori. Un episodio che potrebbe valere come un resoconto dei sopravvissuti fu fornito da Frida Michelson, una stilista di abbigliamento femminile di Riga che lavorò in un reparto ai lavori forzati nel campo vicino a Jelgava:

## Conseguenze
L'intera comunità ebraica di Jelgava fu uccisa nel corso dei massacri e delle altre persecuzioni. Successivamente, i nazisti affissero i cartelli all'ingresso della città che riportavano "Jelgava è purificata dagli ebrei", o judenrein. Il battaglione di polizia 105 fu un'organizzazione nazista assegnata agli stati baltici con il compito di uccidere ebrei, zingari e altri "indesiderabili". Il 20 luglio 1941, un venditore di Brema arruolato nel battaglione di polizia 105, scrisse a sua moglie da Jelgava, lamentandosi che non c'erano più ebrei in città per agire come domestici, e aggiunse, forse sarcasticamente, "Devono lavorare, suppongo, in campagna."
Nel luglio 1941, la Lettonia e gli altri Stati baltici furono incorporati con la Bielorussia (allora conosciuta come Russia Bianca o Rutenia Bianca) all'interno della provincia di occupazione tedesca chiamata Ostland. Al comando dell'Ostland i nazisti insediarono Hinrich Lohse con il titolo di Reichskommissar. Sotto Lohse, la stessa Lettonia era governata da Otto-Heinrich Drechsler con il titolo di Generalkommissar. La Lettonia fu suddivisa in sei aree, con ciascuna area sotto il controllo di un Gebietskommissar. Per il territorio di Jelgava, fu nominato Gebietskommissar Freiherr Walter von Medem. Browning e Matthaüs riferiscono nel loro libro che
Nel 1942, i nazisti rimossero e vendettero tutte le lapidi del cimitero ebraico e livellarono il terreno del sito. La stessa Jelgava fu per lo più distrutta nei successivi combattimenti della seconda guerra mondiale.

## Memoriali
Sono stati costruiti memoriali nel cimitero ebraico e nella foresta vicino alla città dove furono uccisi gli ebrei.

### Approfondimenti
- Leo Dribins, Armands Gūtmanis e Marģers Vestermanis, Latvia's Jewish Community: History, Tragedy, Revival, website of the Latvian Ministry of Foreign Affairs, 2001 (archiviato dall'url originale l'11 maggio 2009).
- Leo Dribins, Kurzeme's and Zemgale's Jews[collegamento interrotto], University of Latvia website.
- Jaeger Report, "Complete tabulation of executions carried out in the Einsatzkommando 3 zone up to December 1, 1941, su holocaust-history.org (archiviato dall'url originale il 26 marzo 2009).
- Franz Walter Stahlecker, "Comprehensive Report of Einsatzgruppe A Operations up to 15 October 1941", Exhibit L-180 (excerpts of extensive report), translated and reprinted in Office of the United States Chief of Counsel For Prosecution of Axis Criminality, OCCPAC: Nazi Conspiracy and Aggression, USGPO, ("Red Series"), VII, Washington, 1946,  pp. 978-995.
- Trials of War Criminals before the Nuremberg Military Tribunals under Control Council Law No. 10, Nuernberg, October 1946 - April 1949, (the "Einsatzgruppen case"), su loc.gov, IV, ("Green Series). anche in  Mazel library, su mazal.org.